# Смугач антарктичний
Смугач антарктичний (Balaenoptera bonaerensis) — вид ссавців з родини смугачеві (Balaenopteridae) ряду китоподібні. Аж до 1990-х років був визнаний тільки один вид смугачів, малий смугач (Balaenoptera acutorostrata),  проте антарктичний смугач нині вважається окремим видом, і його можна відрізнити від малого смугача за трохи більшими розмірами і відсутністю чіткої білої плями на плавнику.

## Опис
Середня довжина самців: 8,5 м, вага — 6,85 тонни, максимальна довжина: 9,63 м. Середня довжина самиць: 9 м, максимальна довжина: 10,7 м, вага до 10 тонн.
Верхня сторона тіла темно-сіра, підчерев'я білого кольору, зі світлими прожилками на боках і блідими плавниками. Рострум вузький і загострений. Спинний плавець крючковидий і перебуває приблизно на 2/3 довжини тіла від переду. Антарктичні смугачі мають більші черепи, ніж смугач малий.

## Поширення
Знайдений у всіх океанах південної півкулі; живе в прибережних і морських водах. У літню пору цей вид зустрічається поблизу крайки льоду або серед дрейфуючих льодів і в ополонках. Протягом літа цей вид збирається з високою щільністю в антарктичних водах, щоб харчуватися, а протягом зими він рухається на північ, у більш тропічні або помірні води, щоб розмножуватися. Не всі антарктичні смугачі мігрують і деякі з них можуть зимувати в Антарктиці.

## Поведінка
Зустрічається поодинці або парами, хоча скупчення в сотню китів може бути під час годівлі. Дієта складається в основному з криля (близько 94 % за вагою, інша здобич — Euphasi frigida і Thysanoessa macrura). Своєю чергою на них можуть полювати косатки (Orcinus orca). B. bonaerensis може плавати зі швидкістю до 20 кілометрів на годину й може занурюватися під воду до 20 хвилин, хоча його занурення зазвичай тривають всього кілька хвилин. Це допитливий вид і, як відомо, часто підходить до човнів. Для комунікації виробляє широкий спектр звуків.

## Відтворення
Період розмноження: зима. Період вагітності становить десять місяців. Зазвичай народжується одне дитинча, хоча близнюки і трійнята можуть іноді траплятися. Дитинчата звичайно ссуть молоко протягом п'яти місяців і залишаються з матір'ю на строк до двох років. Молодь досягає статевої зрілості у віці від 7 до 8 років. Тривалість життя близько 50 років. Найстарішому дослідженому антарктичному смугачеві було 73 роки.

## Загрози та охорона
Комерційні й наукові вилови становлять основні загрози. Як і всі китоподібні, тварини також уразливі до хімічного й шумового забруднення. Зміна клімату також може бути серйозною загрозою для B. bonaerensis. Підвищення температури та зменшення морського льоду означає, що вид може втратити від 5 до 30 відсотків пов'язаного з морським льодом середовища проживання протягом наступних 40 років. Це також може вплинути на кількість антарктичного криля (Euphausia superba). B. bonaerensis перераховано в Додатку I Конвенції про міжнародну торгівлю видами, що перебувають під загрозою зникнення (СІТЕС), таким чином міжнародна торгівля цим видом повинна бути під суворим контролем. Проте Японія нині має застереження проти цієї пропозиції.